# Wielka Brdarowa Grapa
Wielka Brdarowa Grapa (słow. Veľká brdárova grapa, 1860 m, wg wcześniejszych pomiarów 1859 lub 1870 m) – najwyższa kulminacja Brdarowych Grap, bocznej grani Liptowskich Kop w słowackich Tatrach. Znajduje się w grzbiecie, który od masywu Wielkiej Kopy Koprowej odgałęzia się w kierunku zachodnim, potem skręca na południowy zachód. Pomiędzy Wielką Kopą Koprową a Wielką Brdarową Grapą znajduje się przełęcz Brdarowy Przechód (1701 m), natomiast odcinek grzbietu łączący Wielką i Pośrednią Brdarową Grapę jest prawie poziomy, bez wcięcia i zarośnięty kosodrzewiną. Południowo-wschodnie stoki Wielkiej Brdarowej Grapy opadają do doliny Koprowicy, północno-zachodnie do Doliny Szpaniej. W zachodnim kierunku odchodzi od niej porośnięta kosodrzewiną grzęda, która wkrótce rozgałęzia się na dwa ramiona obejmujące Żleb Pitnej Wody mający wylot w okolicy Ubogich Polan w Dolinie Cichej. W zimie spod szczytu Wielkiej Brdarowej Grapy do Koprowicy i doliny Cichej (Żlebem Pitnej Wody) schodzą lawiny.
Wielka Brdarowa Grapa to dziki, porośnięty lasem i kosodrzewiną masyw. Dawniej jej szczytowe partie były wypasane, po zaprzestaniu wypasu i utworzeniu TANAP-u zarastają kosodrzewiną. W podhalańskiej gwarze, zarówno polskiej, jak i słowackiej, grapą nazywano strome i urwiste zbocze, grzbiet lub wzniesienie. Od 1949 r. cały rejon Liptowskich Kop stanowi zamknięty dla turystów obszar ochrony ścisłej TANAP-u.